# タワー・インフィニティ
タワー・インフィニティは、大韓民国仁川広域市の仁川国際空港近くに建設が計画されている塔である。完成時の高さは450mで、世界第6位になる予定。
設計案は、米国の建築設計事務所であるGDSアーキテクツによるもので、2011年に韓国土地住宅公社が実施したコンペで1位に選ばれた。
6面から成るガラス貼りの塔で、そのうち3面に各500列のLEDディスプレイが設けられる。このLEDディスプレイには、塔に取り付けられたカメラで撮影された塔の反対側の風景がディジタル処理された上で投影され、あたかも塔が透明で、その向こう側が透けて見えているかのようになる。透過の度合いは調整可能である。
レジャーを主目的とする塔であり、世界で3番目の高さとなる展望デッキ、映画館、ジェットコースター、水上公園、飲食店等が設置される予定である。
2014年完成予定とされていたが、2019年現在着工すらされていない。